# San Nicolas (distrito)
San Nicolas é um distrito peruano localizado na Província de Rodríguez de Mendoza, departamento Amazonas. Sua capital é a cidade de Mendoza.

## Transporte
O distrito de San Nicolas é servido pela seguinte rodovia:
- PE-8C, que liga a cidade de Jazan ao distrito de Soritor (Região de San Martín).[2][3][4]